# Schloss Röthenbach

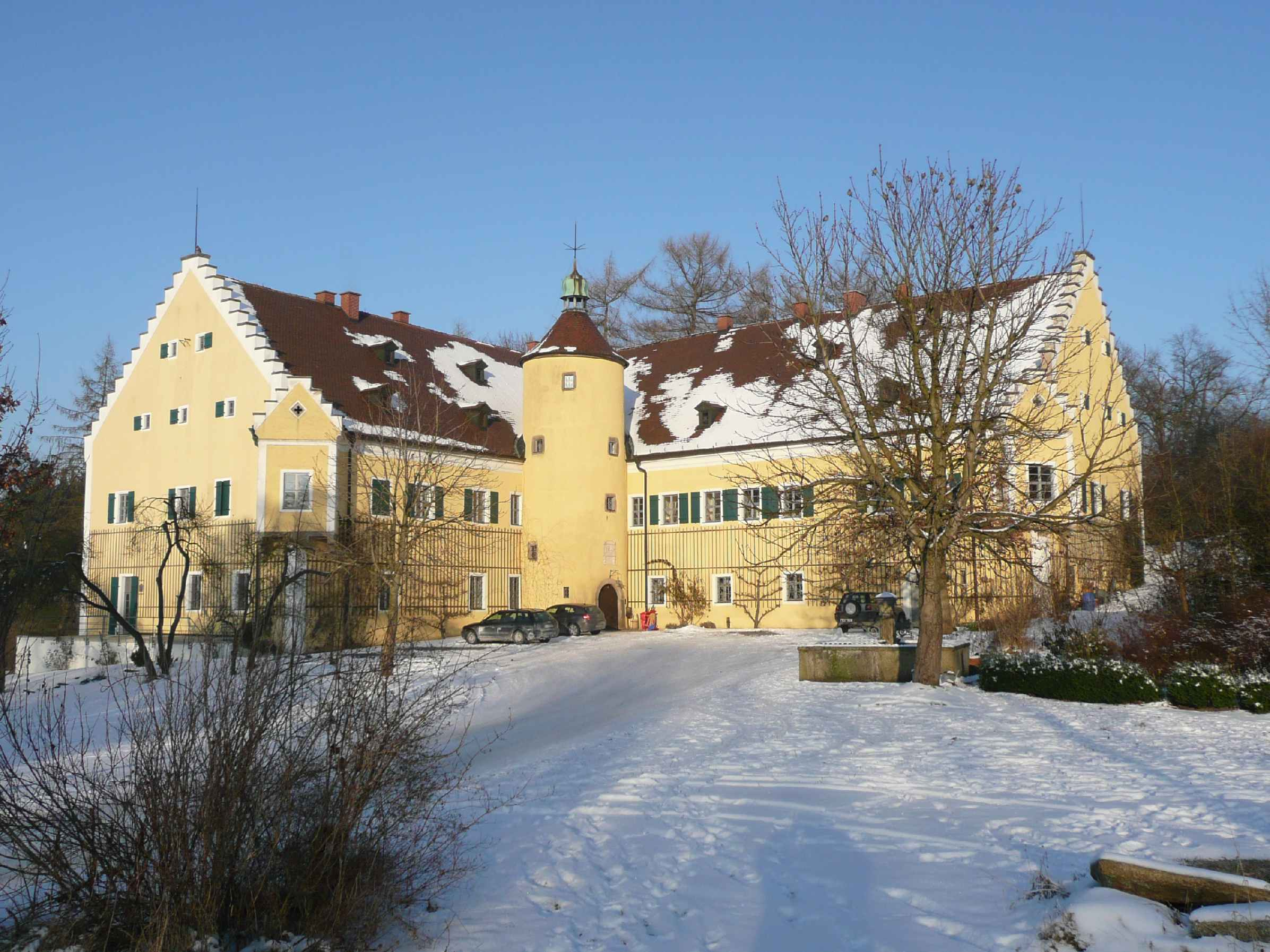
Schloss Röthenbach bei Arzberg

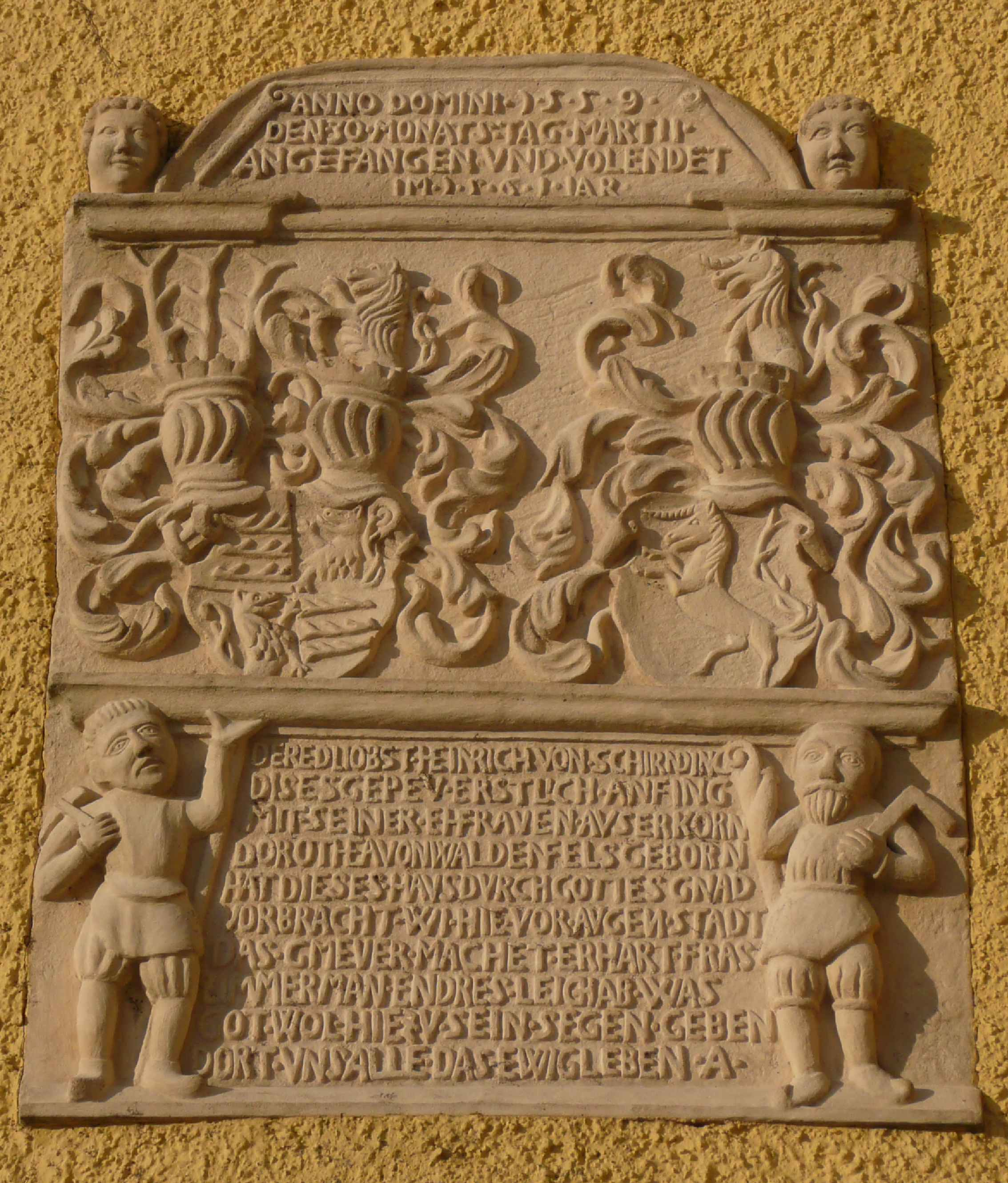
Wappentafel über dem Portal zum Treppenturm mit Allianzwappen Schirnding/Waldenfels und Bauinschrift von 1559

Das Schloss Röthenbach bildet das historische Zentrum des zur Stadt Arzberg gehörenden Ortsteils Röthenbach.

## Geschichte
Nach dem ältesten Nothafft′schen Lehensbuch hatten die Herren von Schirnding bereits um 1360 das gesamte Dorf Röthenbach mit dem Zehnten von den Nothaften auf Thierstein zu Lehen. 1389 war zum ersten Mal von einem gemauerten Sitz der Herren von Schirnding in Röthenbach die Rede. Wie die Bauinschrift über dem Portal zum Treppenturm  mit dem Ehewappen Schirnding-Waldenfels verrät, ist der Renaissance-Bau in den Jahren 1559 bis 1561 im Auftrag von Jobst Heinrich von Schirnding und dessen Ehefrau Dorothea von Waldenfels errichtet worden. Der letzte Schirndinger auf Röthenbach, Georg Friedrich Christian, starb 1819. Durch die Heirat seiner Schwester Charlotte mit Ernst Freiherr von Waldenfels gelangte Röthenbach 1827 an die Familie von Waldenfels, die es noch bewohnt.

## Baubeschreibung
Das früher von einem Graben umgebene Schloss hat einen hakenförmigen Grundriss. Die beiden zweigeschossigen Schlossflügel tragen an den Ecken des Obergeschosses zum Hof hin je einen auf Kragsteinen ruhenden Erker. Ihre Treppengiebel und jene an den Schmalseiten des Schlosses sind Zugaben der Romantik und wurden wohl bald nach der Mitte des 19. Jahrhunderts aufgesetzt. Im Winkel der beiden Schlossflügel erhebt sich der runde Treppenturm mit der erwähnten wappengeschmückten Bauinschrift. Das Schloss befindet sich in Privatbesitz der Familie von Waldenfels und kann nicht besichtigt werden, da das Schloss von ihnen bewohnt wird.